# Mesoserica transvaalensis
Mesoserica transvaalensis är en skalbaggsart som beskrevs av Brenske 1901. Mesoserica transvaalensis ingår i släktet Mesoserica och familjen Melolonthidae. Inga underarter finns listade i Catalogue of Life.